# Шинний (платформа)
Ши́нний — пасажирський залізничний зупинний пункт Дніпровської дирекції Придніпровської залізниці на обхідній електрифікованій залізничній лінії 175 км — Зустрічний — Нижньодніпровськ-Вузол між станціями Зустрічний (8 км) та Дніпро-Вантажний (2 км). Розташований на межі Чечелівського та Шевченківського районів міста Дніпро.

## Історія
Зупинний пункт відкритий у 1964 році.

## Пасажирське сполучення
Наразі приміське сполучення через зупинний пункт  Шинний припинено. Раніше курсували приміські поїзди з Кам'янського через станцію Дніпро-Лоцманська у Синельниківському напрямку.